# Discographie d'Anathema
La discographie d'Anathema, à l'origine groupe de doom-death metal puis  de rock progressif britannique, comprend l'ensemble des disques publiés au cours de leur carrière. Elle se compose de 9 albums studio, 1 album live, 4 compilations, 2 EPs et de 4 DVDs. Le groupe est actuellement constitué de Vincent Cavanagh au chant et à la guitare, de Daniel Cavanagh au chant, à la guitare et au clavier, de Jamie Cavanagh à la basse, de John Douglas à la batterie et au clavier, de Daniel Cardoso au clavier et à la batterie et de Lee Douglas au chant.

## Albums

### Albums studio
| Titre                         | Détails                                                                   | Classement des ventes | Classement des ventes | Classement des ventes | Classement des ventes | Classement des ventes | Classement des ventes | Classement des ventes | Classement des ventes | Classement des ventes | Classement des ventes | Classement des ventes | Certifications |
| Titre                         | Détails                                                                   | ALL                   | AUT                   | BEL (Nl)              | BEL (Fr)              | FIN                   | FRA                   | GRE                   | NOR                   | P-B                   | R-U                   | SUI                   | Certifications |
| ----------------------------- | ------------------------------------------------------------------------- | --------------------- | --------------------- | --------------------- | --------------------- | --------------------- | --------------------- | --------------------- | --------------------- | --------------------- | --------------------- | --------------------- | -------------- |
| Serenades                     | - Sortie : février 1993 - Label : Peaceville Records - Format(s) : CD     | —                     | —                     | —                     | —                     | —                     | —                     | —                     | —                     | —                     | —                     | —                     |                |
| The Silent Enigma             | - Sortie: 23 octobre 1995 - Label: Peaceville Records - Format(s): CD     | —                     | —                     | —                     | —                     | —                     | —                     | —                     | —                     | —                     | —                     | —                     |                |
| Eternity                      | - Sortie : 11 novembre 1996 - Label : Peaceville Records - Format(s) : CD | —                     | —                     | —                     | —                     | —                     | —                     | —                     | —                     | —                     | —                     | —                     |                |
| Alternative 4                 | - Sortie : 22 juin 1998 - Label : Peaceville Records - Format(s) : CD     | —                     | —                     | —                     | —                     | —                     | —                     | —                     | —                     | —                     | —                     | —                     |                |
| Judgement                     | - Sortie : 21 juin 1999 - Label : Music for Nations - Format(s) : CD      | 69                    | —                     | —                     | —                     | —                     | —                     | —                     | —                     | —                     | —                     | —                     |                |
| A Fine Day to Exit            | - Sortie : 9 octobre 2001 - Label : Music for Nations - Format(s) : CD    | 95                    | —                     | —                     | —                     | 34                    | 124                   | —                     | —                     | —                     | —                     | —                     |                |
| A Natural Disaster            | - Sortie : 3 novembre 2003 - Label : Music for Nations - Format(s) : CD   | —                     | —                     | —                     | —                     | —                     | —                     | —                     | —                     | —                     | —                     | —                     |                |
| We're Here Because We're Here | - Sortie : 31 mai 2010 - Label : Kscope - Format(s) : CD                  | 50                    | —                     | —                     | —                     | 19                    | 69                    | 6                     | —                     | 52                    | —                     | —                     |                |
| Weather Systems               | - Sortie : 16 avril 2012 - Label : Kscope - Format(s) : CD                | 14                    | 43                    | 53                    | 44                    | 15                    | 45                    | —                     | 28                    | 18                    | 50                    | 91                    |                |
| Distant Satellites            | - Sortie : 9 juin 2014 - Label : Kscope - Format(s) : CD                  | 18                    | 42                    | 42                    | 58                    | —                     | 64                    | —                     | —                     | 12                    | —                     | 77                    |                |
| The Optimist                  | - Sortie : 9 juin 2017 - Label : Kscope - Format(s) : CD                  | 17                    | 37                    | 44                    | 53                    | 10                    | 70                    | —                     | —                     | 22                    | 34                    | 35                    |                |

### Album live
| Titre                 | Date de sortie                              | Label  |
| --------------------- | ------------------------------------------- | ------ |
| Untouchable/Universal | 15 juillet 2013 (LP)/23 septembre 2013 (CD) | Kscope |
| A Sort Of Homecoming  | 30 octobre 2015                             | Kscope |

### Compilations
| Titre          | Date de sortie    | Label                      |
| -------------- | ----------------- | -------------------------- |
| Resonance      | 24 septembre 2001 | Peaceville Records         |
| Resonance 2    | 30 avril 2002     | Peaceville Records         |
| Hindsight'     | 25 août 2008      | Peaceville Records, Kscope |
| Falling Deeper | 5 septembre 2011  | Kscope                     |

### EPs
| Titre              | Date de sortie | Label              |
| ------------------ | -------------- | ------------------ |
| The Crestfallen EP | 1992           | Peaceville Records |
| Pentecost III      | mai 1995       | Peaceville Records |

## DVD
| Titre                       | Date de sortie    | Type        | Label              |
| --------------------------- | ----------------- | ----------- | ------------------ |
| A Vision of a Dying Embrace | mars 2002         | VHS, DVD    | Peaceville Records |
| Were You There?             | 15 novembre 2004  | DVD         | Music for Nations  |
| A Moment in Time            | 2006              | DVD         | -                  |
| Universal                   | 23 septembre 2013 | DVD/Blu-ray | Kscope             |
| A Sort Of Homecoming        | 30 octobre 2015   | DVD/Blu-ray | Kscope             |